# Ополаскиватель для полости рта

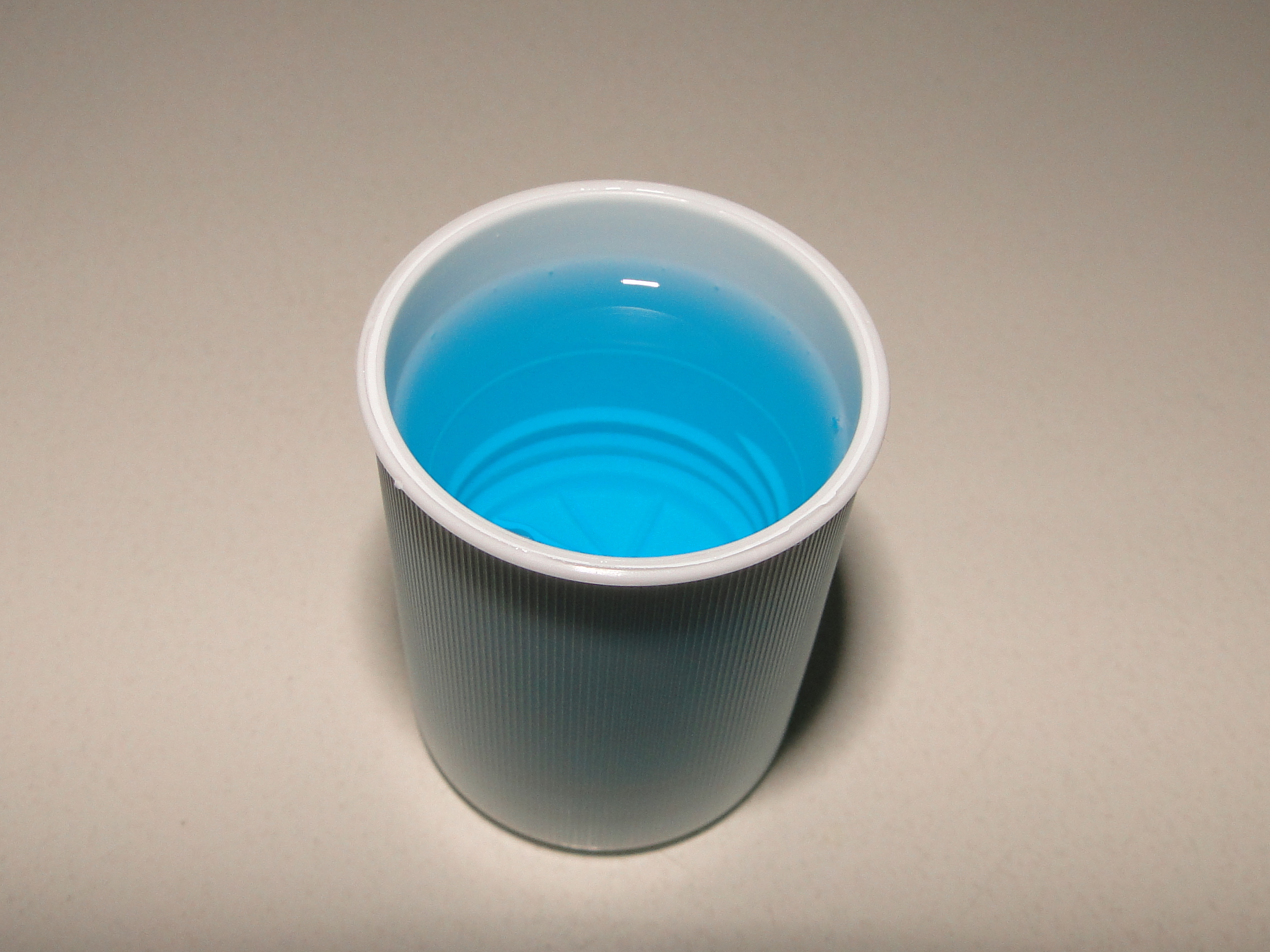
Ополаскиватель для рта в колпачке

Ополаскиватель для полости рта — гигиеническое косметическое средство по уходу за зубами и дёснами, а также для освежения полости рта и горла.
Обычно ополаскиватели представляют собой антисептические растворы, которые сокращают количество микробов в ротовой полости, но другие жидкости для полоскания могут быть показаны для других целей, например, в качестве анальгетика, противовоспалительного средства или противогрибкового средства.
Наиболее распространенное использование жидкостей для полоскания рта — в качестве коммерческих антисептиков, которыми обычно пользуются дома для соблюдения гигиены полости рта. Некоторые производители жидкостей для полости рта заявляют, что их средство обладает антисептическим и противоналетным действием, что убивает бактериальный налет, который приводит к появлению кариеса, гингивита и неприятного запаха изо рта. В состав жидкостей, которые борются с кариесом, входят фториды, которые защищают зубы от появления кариеса. Однако по мнению специалистов, жидкость для полоскания рта не должна заменять чистку зубов щеткой и использование зубной нити.
Американская Стоматологическая Ассоциация утверждает, что регулярной чистки зубов щеткой и правильного использования зубной нити будет достаточно в большинстве случаев. Однако ополаскиватели обеспечивают дополнительную защиту от кариеса и пародонтоза. Такого же мнения придерживаются и другие стоматологи. Ещё одно распространенное использование ополаскивателей для рта — перед или после стоматологических операций, например, по удалению зуба.

## История

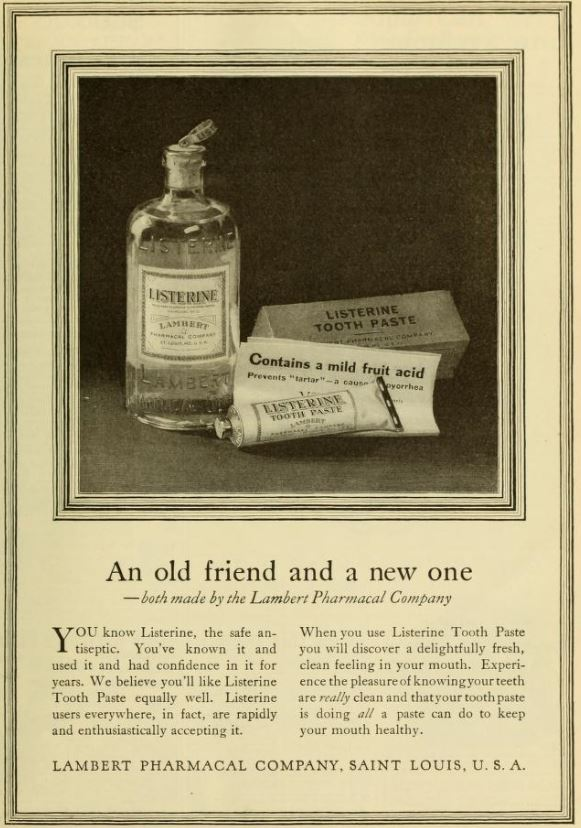
Реклама ополаскивателя и зубной пасты Listerine. 1921 год

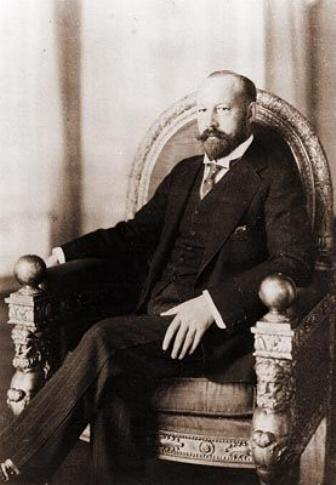
Карл Август Лингнер, немецкий популяризатор идей гигиены, выпустивший первый в Европе ополаскиватель для полости рта

Первые упоминания о полоскании рта для лечения гингивита встречаются в аюрведической и китайской медицине примерно в 2700 году до нашей эры. Позже, в греческий и римский периоды полоскание рта вслед за механической чисткой распространилось среди представителей высшего класса, а Гиппократ рекомендовал применять смесь соли, квасцов и уксуса. В еврейском Талмуде, написанном примерно 1800 лет назад, рекомендуется лечить заболевания десен раствором из «воды, идущей на замес теста» и оливковым маслом.
До того как европейцы пришли в Америку, коренные жители северной Америки и в мезоамериканских культурах также полоскали рот растворами из таких растений, как коптис трёхлистный. Действительно, стоматология у ацтеков была более развита, чем у европейцев того времени.
Антони ван Левенгук, известный микроскопист XVII века, обнаружил живые организмы (живые, потому что они двигались) в отложениях на зубах (то, что сейчас мы называем зубным налетом). Он также обнаружил организмы в воде из канала недалеко от своего дома в Делфте. Левенгук проводил эксперименты с образцами, добавляя уксус или бренди и выяснил, что это привело к немедленной потере подвижности или уничтожению организмов, находящихся в воде. Затем он сам попробовал полоскать рот и предложил другим людям полоскать рот водой с содержанием уксуса или бренди. Как оказалось, организмы по-прежнему находились на поверхности эмали зубов. Он пришел к правильному выводу, что раствор либо был недостаточно сильный, либо времени полоскания было недостаточно, чтобы убить эти живые организмы.
В США появление первого ополаскивателя для полости рта связано с именами Джозефа Лоуренса (англ. Joseph Lawrence) и Джордана Уита Ламберта (англ. Jordan Wheat Lambert), которые в 1879 году разработали формулу антибактериального средства на основе ментола, тимола, метилсалицилата и цинеола в растворе этанола 21,6 градусов. В 1895 году предприниматели начали продавать средство, получившее имя Listerine (в честь создателя хирургической антисептики Джозефа Листера), стоматологам. В 1914 году средство стало продаваться в аптеках без рецепта.
В Европе появление первого ополаскивателя для полости рта связано с именем Карла Августа Лингнера (нем. Karl August Lingner), основателя компании Dresdener Chemisches Laboratorium Lingner, который в 1892 году представил рынку ополаскиватель Odol.
В конце 1960-х годов Гаральд Лое (Harald Löe), профессор Королевского стоматологического колледжа в городе Аарус (Дания), продемонстрировал, что хлоргексидин может предотвращать образование зубного налета. С тех пор коммерческий интерес к ополаскивателям для рта стал проявляться ещё активней и несколько новых продуктов заявили о своей эффективности в уменьшении зубного налета и симптомов гингивита, а также в борьбе с неприятным запахом изо рта. Многие из этих препаратов контролируют развитие анаэробных бактерий, производимых летучими сероорганическими соединениями, которые живут в ротовой полости и выделяют вещества, приводящие к появлению неприятного запаха изо рта и изменению вкусовых ощущений.
На сегодняшний день лидером рынка ополаскивателей является Listerine. По данным исследовательской компании Euromonitor, которые приводит The New York Times, в 2013 году Listerine занимал 44,4 % американского рынка и 36,1 % — мирового (хотя и в США, и в мире доля рынка Listerine постепенно снижается).

## Применение
Обычно для полоскания рта берут примерно 20 мл жидкости. Жидкостью полощут рот в течение полминуты, затем выплевывают. Многие компании-производители не рекомендуют пить воду сразу после полоскания. Жидкости некоторых брендов могут окрашивать, чтобы сразу можно было видеть бактерии и продукты распада. По данным исследований, при применении ополаскивателей дважды в день существенно улучшалось состояние полости рта.

## Обычный состав ополаскивателей для полости рта
В каждом коммерческом бренде ополаскивателя для рта свой состав. К активным ингредиентам обычно относятся этиловый спирт, хлоргексидин, цетилиперидиния хлорид, гексетидин, бензойная кислота (выступает в качестве буфера), метилсалицилат, триклозан, бензалкония хлорид, метилпарабен, перекись водорода, домифена бромид и иногда фториды, ферменты и кальций. Также в состав могут входить элементы эфирных масел, обладающие антимикробными свойствами, например, фенолы, тимол, эвгенол, эвкалипт и ментол. Среди ингредиентов ополаскивателей также вода, подсластители, как сорбит, сукралоза, сахарин натрия и ксилит (является бактериальным ингибитором).
В коммерческих ополаскивателях для рта обычно содержатся консерванты, такие как бензоат натрия, чтобы сохранить свежесть препарата после открытия упаковки. Многие новые бренды отказались от использования этанола в ополаскивателях и от веществ, устраняющих запах, например, от окислителей, а также от веществ, предотвращающих появление запаха, таких как ионы цинка. Среди дополнительных ингредиентов ополаскивателей для рта также могут быть экстракты сальвадоры персидской и квасцы.
После применения коммерческих ополаскивателей для рта могут появиться незначительные и временные побочные эффекты, такие как изменение вкусовых ощущений, флюороз, ощущение сухости во рту и т. д.

## Уникальный состав («зубной эликсир»)
Зубной эликсир — это нестандартная смесь ингредиентов, которую прописывают для конкретной цели, например, после стоматологической операции или для устранения боли, связанной с воспалением слизистой оболочки полости рта, что было вызвано радиотерапией или химиотерапией.
Зубные эликсиры также показаны для лечения афтозного стоматита и язв в полости рта, а также других заболеваний полости рта. В составе эликсиров часто присутствуют препараты, продающиеся без рецепта.
Среди самых распространенных ингредиентов эликсиров дифенгидрамин (антигистаминное действие), глюкокортикоиды (противовоспалительные вещества), лидокаин/ксилокаин (местные анестетики), маалокс (нейтрализует кислоту), нистатин (противогрибковый препарат при кандидозном стоматите), сукральфат (образующий защитное покрытие), тетрациклин или эритромицин (антибиотики).
Несмотря на недостаточные доказательства эффективности зубных эликсиров для уменьшения боли при поражениях ротовой полости, многие пациенты и врачи продолжают их использовать. Было проведено только одно контролируемое исследование для оценки эффективности зубных эликсиров; результаты исследования не выявили разницы между эликсиром и действием других препаратов и веществ, например, между хлоргексидином и физиологическим раствором/солевым раствором. Действующие рекомендации указывают, что физиологический раствор также эффективен, как и зубной эликсир для облегчения боли или сокращения времени лечения при мукозите слизистой оболочки полости рта, вызванном противораковой терапией.

## Особые ингредиенты ополаскивателей для рта

### Этанол

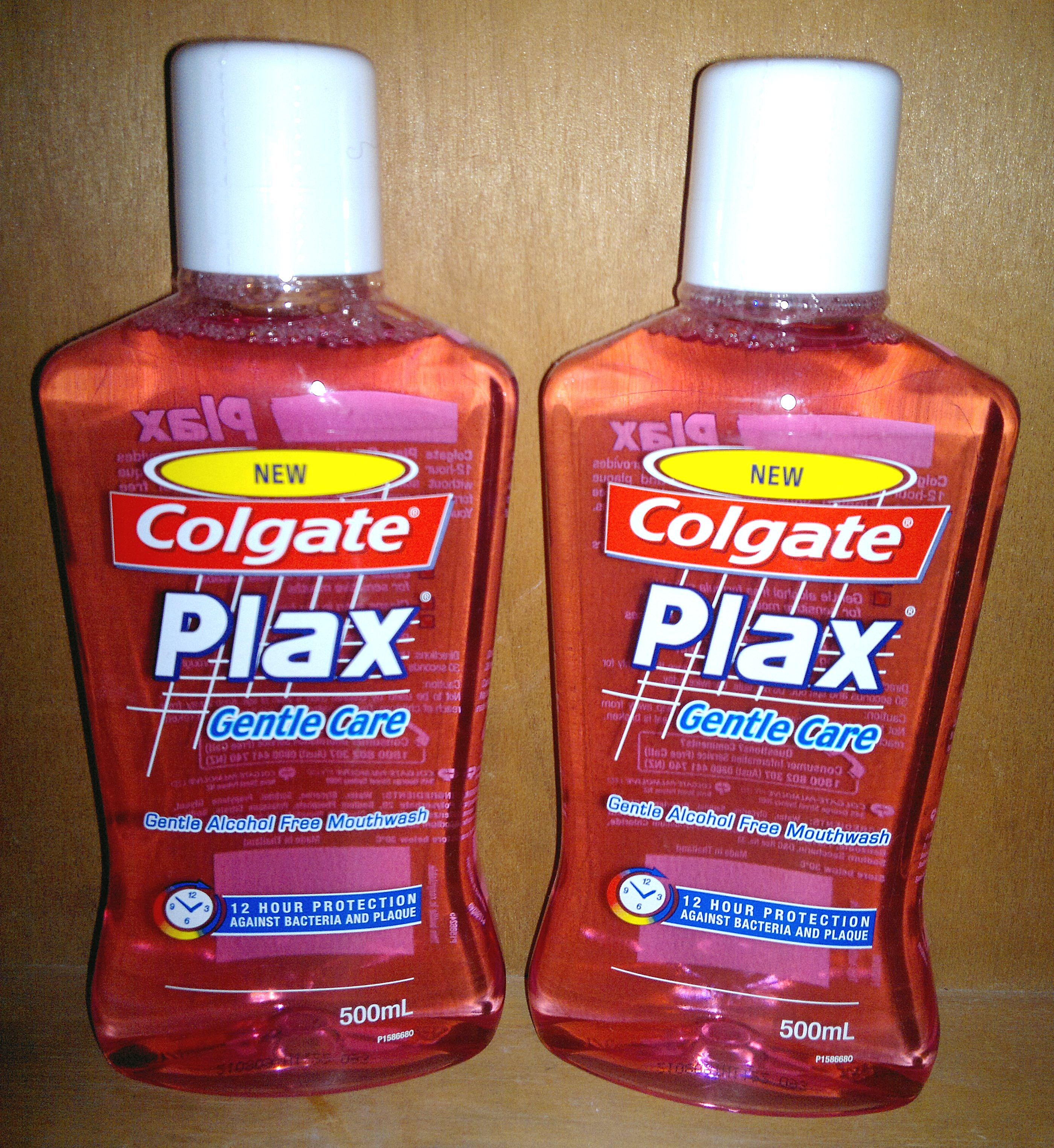
Упаковка типичного ополаскивателя, не содержащего этанол

Иногда производители добавляют значительное количество этанола (до 27 объемных процентов) в качестве агента, переносящего вкусовые ингредиенты, для создания чувства «холодка». После полоскания рта велика вероятность получить положительный результат на алкотестере, хотя нормальный уровень этилового спирта в дыхании возвращается уже через 10 минут.
Есть теория, что ополаскиватели для рта с содержанием этанола являются канцерогенными, однако в научной среде нет консенсуса по этому вопросу.
Йинка Эбо из Исследовательского центра изучения рака в Великобритании заявила, что «недостаточно доказательств, чтобы утверждать, что ополаскивателя для рта с содержанием алкоголя повышают риск развития рака ротовой полости». Исследования, проводимые в 1985, 1995, 2003 и 2012 не поддерживают связь между ополаскивателями для рта с алкоголем и раком ротовой полости. Эндрю Пенман, руководитель Совета по борьбе с раком Нового Южного Уэльса, призвал к проведению дополнительных исследований по этому вопросу. В брифе от марта 2009 года Американская Стоматологическая Ассоциация заявила, что «доступные доказательства не поддерживают связь между раком ротовой полости и ополаскивателями для рта, содержащими алкоголь».
Ополаскиватели с содержанием спирта широко используются для борьбы с галитозом и полоскания при ангине. По данным «Essentials of Dental Caries», издательства OUP, ополаскиватели с содержанием алкоголя не рекомендуется использовать детям и взрослым с ксеростомией.

### Гексэтидин (Стоматидин)
Гексэтидин (Стоматидин) обладает широким спектром антибактериального и противогрибкового действия. В концентрации 100 мг/мл препарат подавляет большинство штаммов бактерий. Противомикробное действие препарата связано с подавлением окислительных реакций метаболизма бактерий (антагонист тиамина). Развитие устойчивости не наблюдалось. Оказывает анестезирующее действие на слизистую оболочку. Гексэтидин очень хорошо адгезируется на слизистой оболочке и практически не всасывается. После однократного применения действующего вещества его следы обнаруживают на слизистой десен в течение 65 часов. В бляшках на зубах активные концентрации сохраняются в течение 10 — 14 часов после применения.

### Бензидамин (Диффлам)
При болях в полости рта, например, при афтозном стоматите, снять боль помогают ополаскиватели с анальгетиками в составе (например, бензидамин или «Диффлам»), которые обычно принимают перед едой, чтобы снять дискомфорт во время приема пищи.

### Бетаметазон
Бетаметазон иногда применяют в качестве противовоспалительного препарата с содержанием кортикостероидов. Он показан при серьёзных воспалениях слизистой оболочки полости рта, например, при афтозном стоматите.

### Цетилпиридиния хлорид
Цетилпиридиния хлорид в составе ополаскивателей для рта (напр., 0,05 %) применяется в специальных ополаскивателях, предназначенных для лечения галитоза (неприятного запаха изо рта). Ополаскиватели для рта с цетилпиридиний хлоридом оказывают меньший эффект против налета, чем хлоргексидин и могут привести к появлению пятен на эмали зубов, иногда к чувству жжения или появлению язв.

### Хлоргексидин диглюконат
Хлоргексидин диглюконат — это химический антисептик, содержится в объёме 0.12 — 0,2 % в ополаскивателях для рта. Он обладает значительным противоналетным действием, а также оказывает противомикробный эффект. Вещество особенно эффективно против грамотрицательных палочек. Иногда его используют в качестве вспомогательного средства для профилактики кариеса и лечения периодонтальных болезней, хотя вещество не очень хорошо проникает в периодонтальные карманы. Применение только ополаскивателя с содержанием хлоргексидина не способно предотвратить образование налета, поэтому ополаскиватель нельзя применять как замену обычной чистке зубов и использованию зубной нити. На короткий период, если чистка зубов невозможна из-за боли, вызванной первичным герпетическим гингивостоматитом, хлоргексидин используется как временная замена другим средствам гигиены полости рта. Однако хлоргексидин не подходит для лечения острого язвенно-некротического гингивита. Полоскание рта ополаскивателем с содержанием хлоргексидина перед удалением зуба снижает риск появления сухой лунки, болезненного состояния, когда сгусток крови в лунке растворяется и кость подвергается воздействию всего, что попадает в ротовую полость. Ополаскиватели для рта с хлоргексидином также применяют для профилактики кандидозного стоматита у людей с иммунной недостаточностью, для лечения протезного стоматита и во многих других случаях.
Хлоргексидин обладает хорошей субстантивностью (то есть, ополаскиватель способен удерживаться на мягких и твердых тканях ротовой полости). Однако хлоргексидин связывается с таннинами, поэтому его длительное применение людьми, которые много употребляют кофе, чая или красного вина может привести к внешнему окрашиванию эмали зубов (то есть удаляемые пятна). Хлоргексидин редко связывают с другими симптомами, например, с разрастанием энтеробактерий у людей с лейкемией, шелушением и раздражением слизистой ротовой полости, болью и воспалением слюнной железы и аллергическими реакциями, в том числе анафилактическим шоком.

### Эфирные масла

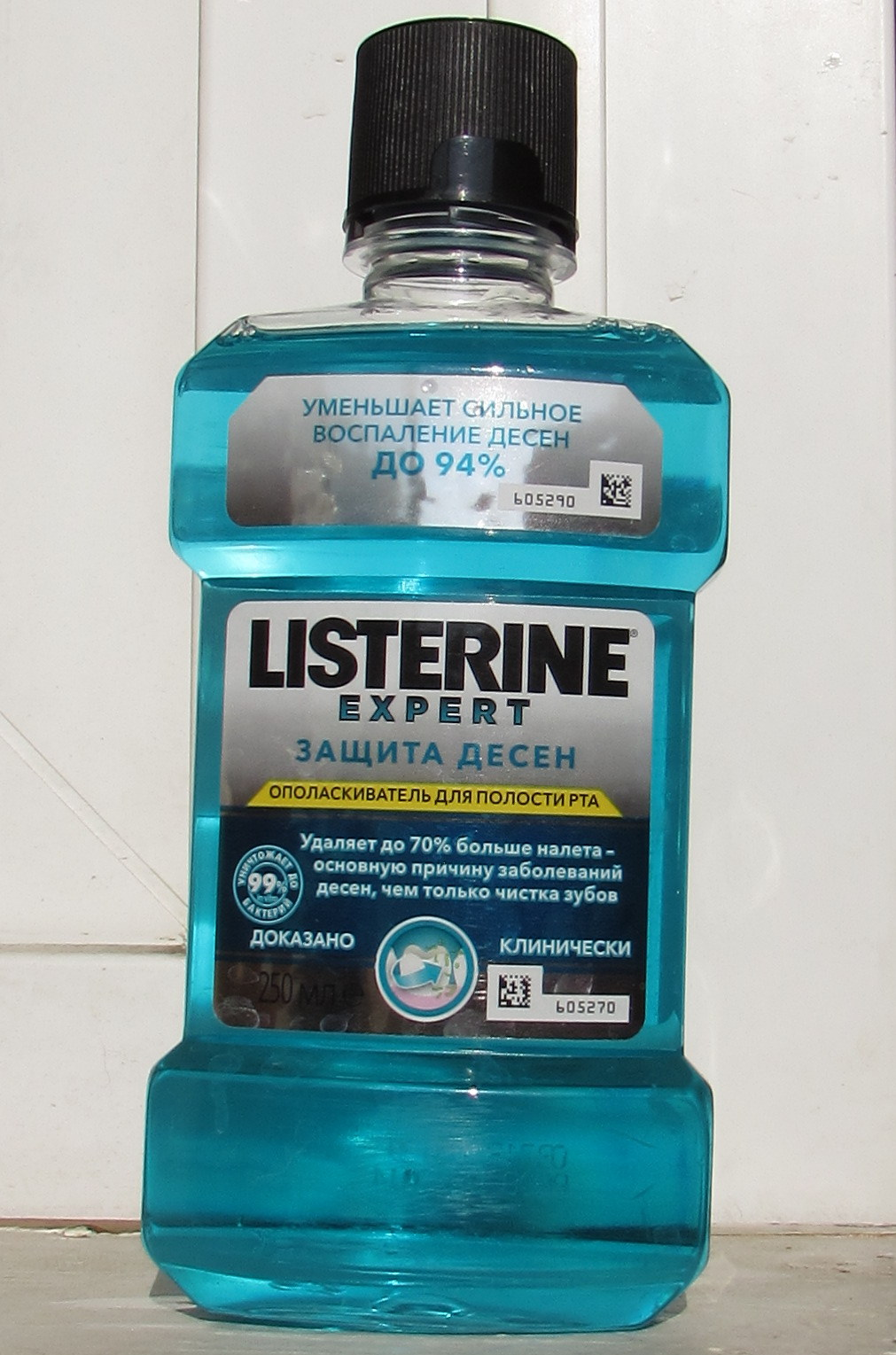
Упаковка ополаскивателя «Listerine Expert»

Эфирные масла — это масла, выделенные из растительных материалов. Ополаскиватели для рта на основе эфирных масел могут быть более эффективными, чем традиционные ополаскиватели в устранении зубного налёта и профилактике гингивита.
В последнее время стала также распространена практика использования для полоскания полости рта пищевых масел — благодаря традиционной аюрведической медицине, где такая практика называется «рассасывание масла», «полоскание маслом», «Кавала» или «Гандуша», и эта практика недавно была вновь выведена на рынок индустрией комплиментарной и альтернативной медицины. Последователи этого метода утверждают, что он «выводит» «токсины», которые в аюрведической медицине называются «ама», уменьшая воспаление. В аюрведической литературе говорится, что рассасывание масла во рту улучшает здоровье полости рта и общее здоровье, в том числе благотворно влияет на симптомы при таких болезнях, как головная боль, мигрень, сахарный диабет, астма и акне, а также отбеливает эмаль зубов.
Полоскание маслом в таком виде или таким способом ещё мало изучено и практически нет доказательств, подтверждающих заявления сторонников метода. В небольшом проведенном исследовании полоскание пищевыми маслами сравнивалось с действием хлоргексидина. В результате выяснилось, что пищевые масла менее эффективно снижает численность бактерий в ротовой полости. В остальном, преимущества метода полоскания пищевыми маслами не получили научного подтверждения или не были изучены.
Реагируя на эту тенденцию, в мае 2014 года Американская стоматологическая ассоциация выпустила специальное объявление, в котором не рекомендует использовать полоскания пищевыми маслами (оливковым, кунжутным, подсолнечным, кокосовым и т. д.) в качестве «дополнительной гигиены», а также в качестве «замены стандартной, проверенной временем практике». Ассоциация рекомендует использовать одобренные ей ополаскиватели, содержащие экстракты эфирных масел, такие как Listerine (содержит экстракты тимьяна, эвкалипта, метилсалицилат и ментол), клиническое действие которых доказано.

### Фториды
Ополаскиватели для рта с фтором рекомендуются людям с повышенным риском развития кариеса.
Фтор укрепляет зубную эмаль и предотвращает кариес.
Эффективная концентрация фтора в зубных пастах — не менее 0,10 % (1000 ppm). Ниже этого уровня эффективность зубных паст в борьбе с кариесом не доказана.
Британская стоматологическая ассоциация рекомендует использовать фторированные ополаскиватели как дополнение к чистке зубов фторированными зубными пастами. В популярных ополаскивателях концентрация фторида натрия составляет от 100 ppm до 225 ppm. По наблюдению британских стоматологов, большинство людей после чистки зубов с помощью щётки и зубной пасты, ополаскивают рот водой. Это снижает концентрацию фтора на эмали зубов.
Использование ополаскивателей с содержанием фторидов 100 ppm восстанавливает концентрацию фтора до стадии смывания водой, а использование ополаскивателей с содержанием фторидов 225 ppm обеспечивает более высокий уровень защиты, чем при использовании только зубной пасты. На основании исследований британские стоматологи рекомендуют полоскать рот дважды в день популярным ополаскивателем содержащим фтор для предотвращения декальцификации зубной эмали.

### Перекись водорода
Перекись водорода в составе ополаскивателей для рта может использоваться в качестве окислителя (напр., Пероксил, 1,5 %). Она убивает анаэробные бактерии и обладает механическим очищающим действием, когда начинает пениться, так как вступает в контакт с инородными телами в полости рта. Перекись водорода часто применяют для кратковременного лечения острого язвенно-некротического гингивита. При длительном применении могут возникнуть побочные эффекты, например, гипертрофия сосочков языка.

### Фенолы
Ополаскиватели для рта с фенолами (напр., Листерин) обладают противоналетным действием, но характеризуются меньшей субстантивностью, чем хлоргексидин. Фенолы не окрашивает эмаль зубов.

### Сангвинарин
Ополаскиватели для рта, содержащие сангвинарин выпускаются на рынке, как препараты, устраняющие налет и неприятный запах изо рта. Это токсичный экстракт из трав, результат вытяжки алкалоидов. Его получают из таких растений, как Sanguinaria Canadensis (лапчатка), Argemone Mexicana (аргемоне мексиканская) и других. Однако его применение связывают с развитием лейкоплакии (белое пятно в полости рта), обычно на слизистой оболочке щек. Такой вид лейкоплакии получил название «кератоз, связанный с сангвинарином». Более 80 % людей с лейкоплакией в щечной полости применяли это вещество. Даже после прекращения использования этого вещества поражение может беспокоить человека ещё несколько лет. Хотя этот тип лейкоплакии может проявлять признаки дисплазии, потенциал злокачественных трансформаций пока неизвестен. Как это ни парадоксально, в индустрии комплиментарной и альтернативной медицины продвигается использование сангвинарина, в качестве лечения раковых заболеваний.

### Бикарбонат натрия (пищевая сода)
Иногда бикарбонат натрия смешивают с солью, чтобы получить домашний раствор для полоскания полости рта для устранения различных симптомов. Продаются и готовые водные растворы 1 % бикарбоната натрия и 1,5 % хлорида натрия, хотя фармацевты легко смогут приготовить препарат из базовых ингредиентов, при необходимости. Иногда ополаскиватели для рта на основе бикарбоната натрия используются для удаления вязкой слюны и для лучшей визуализации тканей полости рта при осмотре.

### Хлорид натрия
Горячие солевые ванночки (полоскания) для полости рта обычно применяются после стоматологических хирургических вмешательств, чтобы остатки еды не препятствовали заживлению ран и для профилактики развития инфекций. Некоторые хирурги до сих пор считают полоскание соляным раствором основным способом очищения ран после операции. При удалении зуба полоскание горячим соляным раствором следует начинать спустя 24 часа после удаления.
Термин «ванночка для полости рта» означает, что жидкость удерживается во рту, но при этом не происходит полоскания, так как это может привести к потере сгустка крови. Как только кровяной сгусток стабилизируется на месте удаленного зуба, рот можно начинать полоскать более активно. Полоскание рекомендуется проводить примерно 6 раз в день, особенно после еды, чтобы удалить остатки пищи.
Для приготовления соляного раствора для полоскания полости рта нужно взять 0.5-1 чайную ложку соли и растворить её в чашке воды. Раствор должен быть максимально горячим, но без причинения дискомфортных ощущений. Солевой раствор оказывает очищающее и антисептическое действие, так как по отношению к бактериям он является гипертоническим раствором, вызывающим лизис. Температура раствора повышает прилив крови (гиперемия) к участку на котором осуществлялось хирургическое вмешательство, ускоряя заживление.
Полоскание горячим соляным раствором также способствует дренажу для эвакуации гноя из гнойного кармана. Наоборот, если горячая температура будет воздействовать снаружи (например, приложив горячую бутылку к лицу), а не изнутри, то это может привести к появлению гноя, что в дальнейшем может быть связано с фиброзом мягких тканей лица.

### Лаурилсульфат натрия
Известно, что лаурилсульфат натрия (ЛСН) вызывает развитие афтозного стоматита (язвы в полости рта) у людей, имеющих предрасположенность к этому заболеванию. Вещество присутствует в составе многих продуктов для гигиены полости рта, в том числе и в ополаскивателях. Некоторые могут предположить, что лучше всего пользоваться ополаскивателем для полости рта не менее чем за час после чистки зубов с зубной пастой, если паста также содержит ЛСН, так как анионные соединения в таких пастах могут деактивировать действие катионных агентов в составе ополаскивателя. Однако многие популярные ополаскиватели также содержат лаурилсульфат натрия (напр., Листерин).

### Тетрациклин
Тетрациклин — это антибиотик, который иногда может применяться для полоскания рта взрослыми людьми (у детей он вызывает окрашивание эмали в красный цвет). Иногда тетрациклин применяют при герпетиформных язвах (редкая разновидность афтозного стоматита), но длительное применение может привести к кандидозному стоматиту, так как начнется чрезмерное разрастание грибка в ротовой полости при отсутствии нужного числа бактерий.

### Транексаминовая кислота
Раствор 4,8 % транексаминовой кислоты иногда применяется в качестве антифибринолитического ополаскивателя для предотвращения кровотечения во время и после стоматологических операций у людей с коагулопатией (нарушениями свертывания крови) или у людей, принимающих антикоагулянты (препараты разжижающие кровь, например, варфарин).

### Триклозан
Триклозан — это антисептик, который состоит из бисфенола и неионогенных ПАВ. В качестве ополаскивателя для рта (напр., 0,03 %) он обладает умеренной субстантивностью, широким антибактериальным действием и оказывает противомикробный и значительный противоналетный эффект, особенно совместно с сополимерами или цитратом цинка. Триклозан не вызывает окрашивание эмали. Но безопасность триклозана находится под вопросом. С 2010 года использование антисептика в продуктах питания и материалах, напрямую соприкасающихся с едой, запрещено во всей Европе. 1 января 2017 года в американском штате Миннесота вступил в силу указ о запрете использования триклозана в потребительских товарах. Многие компании планируют отказаться от него раньше этого срока. Опасность триклозана состоит в том, что его высокое содержание в организме приводит к гормональным нарушениям в репродуктивной системе. Кроме того, некоторые бактерии вырабатывают генетическую устойчивость к триклозану, что делает его бесполезным. Однако в России антисептик до сих пор входит в состав некоторых ополаскивателей, например, «Colgate Plax».

## Исследование
Исследование кишечной флоры показывает, что только ограниченное число микробов вызывает кариес, а большинство бактерий в ротовой полости человека являются безвредными. Пристальное внимание к бактериям, вызывающим появление кариеса, например, Streptococcus mutans, привело к разработке новых средств для полоскания рта, которые предотвращают рост этих бактерий. В то время как современные средства для полоскания рта должны применяться достаточно часто для профилактики роста и развития этих бактерий, в дальнейшем могут появиться препараты, которые обеспечат более длительное действие.